# Despicable Me 3
Despicable Me 3 (Nederlands: Verschrikkelijke ikke 3) is een Amerikaanse computeranimatiefilm uit 2017,  geregisseerd door Pierre Coffin en Kyle Balda, geproduceerd door Illumination Entertainment en uitgebracht door Universal Pictures. De film is het vervolg op Despicable Me 2 (2013).

## Verhaal
In de film gaat Gru met zijn tweelingbroer Dru (wie hij net ontmoet heeft) samenwerken om een nieuwe vijand te verslaan.

## Stemverdeling
| Personage                | Originele stem   | Nederlandse stem      | Vlaamse stem      |
| ------------------------ | ---------------- | --------------------- | ----------------- |
| Gru / Dru                | Steve Carell     | Jon van Eerd          | Koen Van Impe     |
| Lucy                     | Kristen Wiig     | Kim van Kooten        | Tine Embrechts    |
| Balthazar Bratt          | Trey Parker      | Carlo Boszhard        | Gene Thomas       |
| Margo                    | Miranda Cosgrove | Pip Pellens           | Aline Goffin      |
| Edith                    | Dana Gaier       | Madelief van Aken     | Kaatje Verbruggen |
| Agnes                    | Nev Scharrel     | Kee Derwig            | Margot Scheers    |
| Fritz / Silas Rammelbibs | Steve Coogan     | Beau van Erven Dorens | Walter Baele      |
| Marlena                  | Julie Andrews    | Patricia Paay         |                   |
| Valerie Da Vinci         | Jenny Slate      | Elise Schaap          | Katrien De Becker |
| Minions                  | Pierre Coffin    |                       |                   |
| Clive                    | Andy Nyman       | Enzo Knol             | Sven De Ridder    |

## Productie
De film ging in première op 14 juni 2017 op het Festival international du film d'animation d'Annecy en kwam in Nederland op 28 juni 2017 uit en in België op 5 juli 2017. In de Verenigde Staten verscheen de film op 30 juni 2017.